# 東京弥生クラブ
東京弥生クラブ（とうきょうやよいクラブ）は、日本野球連盟(東京都)に加盟している社会人野球のクラブチームである。
チーム名の「弥生」は、チーム創設メンバーが東京大学運動会硬式野球部OBであったため、東大球場の所在地である文京区弥生に因んでいる。

## 概要
2001年、東京大学運動会硬式野球部OBを中心に活動を開始し、2002年4月に日本野球連盟に正式加盟した。現在は東京大学運動会硬式野球部OBのみならず、多様な経歴のメンバーによって構成されている。
2008年のドラフト会議で、小林高也が中日ドラゴンズから育成選手ドラフト2位で指名され、設立して8年で初めてプロ入り選手を輩出した。
2025年より、監督は小出智也が就任し、前監督の細野邦夫は部長に就任した。

## 出身プロ野球選手
- 小林高也（外野手） - 2008年育成選手ドラフト2位で中日ドラゴンズに入団
- 小島蓮（内野手）- 美唄ブラックダイヤモンズ（2023年）
- 似内一樹（内野手）- 美唄ブラックダイヤモンズ（2023-2024年途中）

## 元プロ野球選手の競技者登録
- 小林高也 - 外野手（元：読売ジャイアンツ、中日ドラゴンズ）
- 小島蓮（内野手）- 美唄ブラックダイヤモンズ（2023年）
- 似内一樹（内野手）- 美唄ブラックダイヤモンズ（2023-2024年途中）